# 11 mm modèle 1873

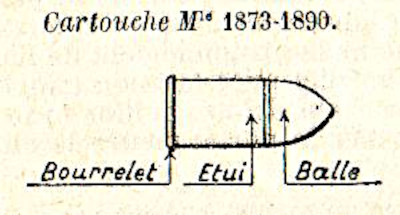
La munition 11 mm modèle 1873.

La munition 11 mm Mle 1873 destinée au revolver Mas 1873-1874  11 mm fut en service dans l'Armée de terre française. Son étui est à bourrelet et elle est chargée à poudre noire. La vélocité et l'énergie de la première version  équivalente au 6,35 mm étaient faibles pour l'époque (92 joules). La seconde version 1873-90 développe une énergie à la bouche correspondant au 7,65 mm (230 joules).

## Dimensions
- Diamètre du projectile : 11,6 mm
- Longueur de l'étui : 17 mm
- longueur du revolver 245 mm
- longueur du canon 114 mm

## Cartouches utilisées
- Modèle 1873 (balle plomb de 11,7 g et charge de poudre de 0,65 g)
- Modèle 1873/90 (balle plomb pointue de 10,6 g et charge de poudre de 0,80 g)
- Modèle 1890/1900 à blanc (fausse balle en papier de 0,4 g et charge de poudre de 1,10 g)

## Balistique
- Vitesse initiale (Vo):
  - Cartouche Mle 1873 : 130 m/s
  - Cartouche mle 1873-90 : 190 m/s

- Énergie initiale (Eo):
  - Cartouche Mle 1873 : 98,1 Joules
  - Cartouche mle 1873-90 : 196,2 Joules